# ماونت ویلسون (نوادا)
ماونت ویلسون (به انگلیسی: Mount Wilson) یک منطقهٔ مسکونی در ایالات متحده آمریکا است که در شهرستان لینکلن، نوادا واقع شده‌است. ماونت ویلسون ۱۱٫۹ کیلومتر مربع مساحت و ۳۳ نفر جمعیت دارد و ۲٬۰۵۶٫۲۱ متر بالاتر از سطح دریا واقع شده‌است.